# 타끼야
타끼야 또는 타키야(아랍어: تقیة taqiyyah, 단어 그대로의 의미 "현명함, 두려움")는 이슬람교에서 박해의 상황에 처했을 때 종교적 믿음과 관행을 경계의 목적으로써 숨기는 것을 뜻한다. 이 개념에 대한 다른 용어는 키트만 (단어 그대로 의미. "감추고, 숨기는 행위")이며, 침묵과 태만에 의한 가장이라는 조금 더 구체적 의미를 지녔다.
이 관례는 박해나 강제 개종의 위협에 놓인 자신들의 종교를 숨기는 것을 신자들에게 허용한 시아파에서 강조된다. 그렇지만 특정 상황에 놓인 순니파에서도 허용된다.
따키야는 무함마드의 지지자들 중 일부에 의해서 협박을 받는 상황인 초기에 행해졌다. 이후 학대받았던 소수 종파였던 경험 때문에 시아파들에게 특히 중요하게 되었다. 시아파 교리에 의하면, 따키야는 목숨이나 재산을 잃을 어쩔수 없는 위험에 처하고 따키야를 행함으로써 종교에 대한 위험이 더 이상 발생하지 않을 경우에 허용된다. 따키야는 특히 열두 이맘파에서는 무슬림들끼리의 조화와 시아파 성직자들끼리의 우애를 유지하기 위해 정치적으로도 합법적이다.
컬럼비아 대학교의 사회학자 야르덴 마리우마 (Yarden Mariuma)는 "따키야는 샤리아 율법에서 무슬림들이 거짓말을 하는 것을 허용하는 시기를 설명하는 이슬람교의 율법 용어이다. 이슬람 종파, 신학자, 나라, 정치체제간에 의미가 크게 달라지는 이 개념은, 그럼에도 최근 반이슬람 논객들에게 핵심적인 용어 중 하나로 사용된다.”라고 썼다. 이슬람교 신학자들은 타끼야가 핍박속에서만 허용된다고 말하며, 그 용어의 과도한 사용을 “북미내 우익들의 이슬람포비아 주제” (모하메드 파델 2013)또는 “무슬림들에게 맞선 따키야의 훼손”이라고 여기지만, 언론인 레이먼드 이브라힘은 이슬람교 신학자들이 “따키야에 대한 따키야”를 한다고 비난한다.